# ALLOVER
ALLOVER（オールオーバー）は、日本のアイドルユニットである。複数のアイドルユニットから選抜されたメンバーによって構成され、2012年に秋葉工房のプロデュースにより誕生した。現在は初期からサウンドプロデュースを務めている丸下史洋の会社が運営している。振り付けはAKB48関連を多く手がける西田一生率いる西田プロジェクトが担当。オリコンランキングにおいて、ウィークリー最高位4位、デイリー最高位1位を獲得している。

## 概要
2012年春、秋葉工房のプロデュースにより、「秋葉原調査隊」としてアニメ・アイドル・メイド喫茶・痛車・萌え・フィギュアなどの「秋葉原文化の調査」と「各所属ユニットの成長」という2つの活動目的を掲げ、アリス十番、ANNA☆S、asfi、CANDY GO!GO!、パステル☆ジョーカー、Starmarieの6つのアイドルユニットから選抜され結成された。現在はこのメンバーをTeamαとしている。
2012年12月にはDokiDoki☆ドリームキャンパス、ナト☆カン、Smile☆Pocket、POP'N KISS、Cover's DOLLの各ユニットから選抜したTeamβが発足。既存の選抜チームをTeamαとした。それぞれのチームのステージのほか混合チームでのステージも行っている。
2013年3月に新たにHoney Squashやソロ活動アイドルから選抜された4人の加入を発表し、2013年4月11日にTeamγ（ガンマ）としてお披露目された。さらに、2013年5月にはアイコレガールズ、アイドルファーム、asfiから新たに5人が選抜されTeamγ加入を発表した。
2013年12月Teamδ（デルタ）の結成を発表。翌2014年1月中旬にかけて定期公演毎に数人ずつ発表を行った。
ユニット名にかけてステージ衣装はオーバーオールを着用している。ある程度活動実績のある複数のアイドルユニットから事務所やレーベルの枠を超えてメンバーを選抜している点などを特徴に持つアイドルユニットである。
秋葉原にあるTwinBoxAKIHABARAにて、毎週木曜日の定期公演と2014年4月から月1回の月例休日公演も行っている。秋葉原での調査を基本とするが、限定調査＆地域調査と称し、品川、自由が丘、目黒区なども調査中。
2014年2月26日に発売された5thSingle「桜BaByラブ/はじまりの鐘が鳴る」から、オリジナルレーベルALLOVER D.D.(オールオーバーディスクディストリビューション)から発売となり、2014年3月12日には、ビクターエンタテインメントから音楽配信が開始。公式アーティストサイトにも掲載された事で、事実上メジャーデビューとなった。
2014年5月Teamε（イプシロン）の結成を発表。5月29日・6月5日の定期公演毎に数人ずつ発表を行った。
2014年末、Teamζ（ゼータ）の結成を発表。また研修ユニットとして ALLOVERnx の結成も発表された。ALLOVERnxは2015年の1月より順次メンバー発表。ζは2015年2月12日の定期公演でメンバー発表を行った。
現在、プロジェクトは終了しているが、解散はしていない。

## メンバー

### ALLOVER
| 名前       | なまえ          | 愛称       | 生年月日       | 所属ユニット                  | Team  | 備考 |
| ---------- | --------------- | ---------- | -------------- | ----------------------------- | ----- | ---- |
| 中山瀬梨奈 | なかやま せりな | せりにゃん | 1999年11月11日 |                               | Teamβ |      |
| 加藤ありさ | かとう ありさ   | ありにゃん | 1995年9月5日   | ソロ活動 メリアブーケ         | Teamγ |      |
| 夏井みく   | なつい みく     | みきゅ～   | 1998年11月4日  |                               | Teamδ |      |
| ゆうきゆき | ゆうき ゆき     | ゆっきゅん | 1994年11月26日 | ソロ活動                      | Teamε |      |
| 梶原朱里   | かじわら しゅり | しゅりり   | 2001年12月21日 | PICK UP GIRLS」 NeverSayNever | Teamζ |      |
| 北川萌恵   | きたがわ もえ   | もえ       | 1996年12月16日 | LasRabbi                      | Teamζ |      |
| 北川芽韻   | きたがわめめ    | めめちゃん |                | PLC                           | Teamη |      |

### ALLOVERnx
| 名前       | なまえ      | 愛称     | 生年月日 | 所属ユニット | 備考           |
| ---------- | ----------- | -------- | -------- | ------------ | -------------- |
| 千葉奈々希 | ちば ななき | ななちゃ | 2月11日  | はつめろ☆彡  | 現芸名：なな茶 |

### 元メンバー
| 名前         | なまえ            | 愛称               | 生年月日       | 所属ユニット（卒業時）                   | Team             | 備考                                |
| ------------ | ----------------- | ------------------ | -------------- | ---------------------------------------- | ---------------- | ----------------------------------- |
| 桐谷真央     | きりたに まお     |                    | 1993年10月6日  | アリス十番                               |                  | 2012年9月28日卒業                   |
| 山口真奈     | やまぐち まな     |                    | 1988年4月4日   | パステル☆ジョーカー                      |                  | 2012年11月除名                      |
| 白井萌花     | しらい もえか     |                    | 1996年5月22日  | POP'N KISS                               | Teamβ            | 2013年2月脱退                       |
| 高森紫乃     | たかもり しの     | しのはむ           |                | Starmarie                                | Teamα            | 2013年3月25日卒業                   |
| 木下望       | きした のぞみ     | のんちゃん         |                | Starmarie                                | Teamα            | 2013年3月25日卒業                   |
| 青木栞       | あおき しおり     | 武士               |                | Starmarie                                | Teamα            | 2013年3月25日卒業                   |
| 朝丘朱音     | あさおか あかね   | あかね             | 1993年6月30日  | asfi                                     | Teamα            | 2013年4月25日卒業                   |
| 七瀬いづみ   | ななせ いづみ     | いっちゃん         | 1993年9月20日  | asfi                                     | Teamα            | 2013年5月30日卒業                   |
| 泉沢紋音     | いずみさわ あやね | もんちゃん         | 1992年1月6日   | CANDY GO!GO!                             | Teamα            | 2013年5月30日卒業                   |
| 姫川れおな   | ひめかわ れおな   | れぉたん           | 1997年3月5日   |                                          | サポートメンバー | 2013年6月脱退                       |
| 大空舞       | おおぞら まう     | まうぴょん         | 1998年4月4日   | DokiDoki☆ドリームキャンパス              | Teamβ            | 2013年6月除名                       |
| 柳沢あやの   | やなぎさわ あやの | あーやん           | 1991年4月5日   | BELLRING少女ハート                       | Teamβ            | 2013年11月28日卒業                  |
| 小池杏奈     | こいけ あんな     | あんな             | 1997年9月23日  | ANNA☆S                                   | Teamα            | 2013年12月5日卒業                   |
| 小池優奈     | こいけ ゆうな     | ゆうな             | 1999年8月12日  | ANNA☆S                                   | Teamα            | 2013年12月5日卒業                   |
| 國武成美     | くにたけ なるみ   | ナナナーナナンシー | 1991年5月10日  | ナト☆カン                                | Teamβ            | 2013年12月12日卒業                  |
| 柊木りお     | ひいらぎ りお     | りおりお           | 1994年12月20日 | ソロアイドル                             | Teamγ            | 2013年12月19日卒業                  |
| 上野美雪     | うえの みゆき     | みゆきち           | 1991年1月26日  | ナト☆カン                                | Teamβ            | 2013年8月活動休止 2014年3月9日卒業  |
| 渡瀬純       | わたせ じゅん     | じゅんじゅん       | 1991年10月7日  | asfi                                     | Teamα            | 2014年3月13日卒業                   |
| 小西ゆな     | こにし ゆな       | こにたん           | 1995年12月18日 | アイドルファーム                         | Teamδ            | 2014年3月31日脱退                   |
| 相原咲       | あいはら さき     | さきぽん           | 1996年11月2日  |                                          | Teamβ            | 2014年5月1日卒業                    |
| 常井侑紀     | とこい ゆうき     | ゆきちぇ           | 1998年7月8日   | Honey Squash                             | Teamγ            | 2014年5月22日除名                   |
| 可鈴山京子   | かりやま きょうこ | きょんちゃん       | 1990年6月12日  | Honey Squash                             | Teamγ            | 2014年5月22日除名                   |
| 片瀬咲月     | かたせ さつき     | さっちゅん         | 1993年5月9日   | Honey Squash                             | Teamγ            | 2014年5月22日除名                   |
| みさきまゆ   | みさき まゆ       | まゆしい           | 1995年6月19日  | SUPER LIPs、Honey Squash                 | Teamδ            | 2014年5月22日除名                   |
| 一色杏子     | いっしき きょうこ | あんこ             | 1998年3月24日  | SUPER LIPs                               | Teamδ            | 2014年5月22日除名                   |
| 双葉璃子     | ふたば りこ       | りこぴん           | 1994年10月30日 |                                          | Teamβ            | 2014年6月26日卒業                   |
| 今野香純     | こんの かすみ     | かすみん           | 1993年2月3日   | Cover's DOLL                             | Teamβ            | 2014年10月23日卒業                  |
| 坂下梨沙     | さかした りさ     | りいちゃん         | 1996年9月4日   | ば☆るーーーーん                          | Teamε            | 2014年12月4日卒業                   |
| 宮崎優衣     | みやざき ゆい     | ざきぽん           | 1996年9月19日  | ば☆るーーーーん                          | Teamε            | 2014年12月4日卒業                   |
| 岡田じゅりあ | おかだ じゅりあ   | じゅりあんぬ       | 1995年1月23日  | 純情！トロピカル丸                       | Teamε            | 2014年12月4日卒業                   |
| 藍沢菜生     | あいざわ なお     | なおなお           | 1993年2月13日  | アイドルファーム                         | Teamγ            | 2014年12月28日卒業                  |
| 牛山穂乃香   | うしやま ほのか   | ほのか             | 1995年12月15日 | asfi                                     | Teamε            | 2015年3月19日卒業                   |
| 植竹優亜     | うえたけ ゆあ     | ゆあてぃん         | 1994年1月26日  | アンダービースティー                     | Teamδ            | 2015年3月26日卒業                   |
| 松下愛       | まつした あい     | あいつん           | 1995年         | アンダービースティー                     | Teamδ            | 2015年3月26日卒業                   |
| 円田はるか   | えんた はるか     | はるてぃす         | 1995年4月1日   | CANDY GO!GO!                             | Teamδ            | 2015年4月2日卒業                    |
| 稲葉美咲     | いなば みさき     | みさぴょん         | 1998年11月16日 | アイドルカレッジ                         | Teamδ            | 2015年7月16日卒業                   |
| 空井美友     | そらい みゆ       | そらちゃん         | 1992年12月13日 | Platonics Idol Platform                  | ALLOVERnx        | 2015年7月21日活動辞退               |
| 大場千尋     | おおば ちひろ     | ちーちゃん         | 1997年6月17日  |                                          | Teamδ            | 2015年9月頃？脱退                   |
| 徒然みおれ   | つれづれ みおれ   | れってぃー         | 1996年2月15日  | I LoVU                                   | Teamε            | 2015年9月20日卒業                   |
| 遠藤遥       | えんどう はるか   | はるちろ           | 1993年8月11日  | ナト☆カン                                | Teamβ            | 2015年9月24日卒業                   |
| 黄瀬ななみ   | きせ ななみ       | ななみん           | 5月18日        | フレンド×フレンド                        | ALLOVERnx        | 2015年9月29日卒業                   |
| 田中理奈     | たなか りな       | りーたん           | 11月11日       | フレンド×フレンド                        | ALLOVERnx        | 2015年9月29日卒業                   |
| 大西可愛     | おおにし かあい   |                    |                |                                          | ALLOVERnx        | 2015年10月頃脱退                    |
| あおい愛     | あおい まな       | まな               | 1996年1月7日   |                                          | ALLOVERnx        | 2015年10月活動辞退                  |
| 星野沙季     | ほしの さき       | さきぶ             | 1995年11月6日  |                                          | Teamγ            | 2015年11月19日卒業                  |
| 葵なつみ     | あおい なつみ     | なっちゃん         | 1998年9月3日   | asfi                                     | Teamγ            | 2015年12月10日卒業                  |
| 樹智子       | いつき ともこ     | ともこむ           | 1993年4月13日  |                                          | ALLOVERnx        | 2016年1月活動辞退 後にG☆Girlsへ加入 |
| 関根ゆみ     | せきね ゆみ       | ゆんゆん           | 1991年8月28日  | CANDY GO!GO!                             | Teamα            | 元キャプテン 2016年1月28日卒業      |
| 松下恵里香   | まつした えりか   | ちゃんえり         | 1994年8月16日  | SETネクストユース                        | Teamδ            | 2016年3月27日卒業                   |
| 香川美優     | かがわ みゆ       |                    | 1997年5月30日  | DP-1                                     | ALLOVERnx        | 2016年4月頃？活動辞退               |
| 永瀬綾香     | ながせ あやか     | あやかむ           | 2000年5月31日  | Platonics Idol Platform                  | ALLOVERnx        | 2016年8月25日卒業                   |
| 春日沙也加   | かすが さやか     | さーちゃん         | 1993年4月6日   | スプリングChu♡Bit                        | Teamζ            | 2016年10月27日卒業                  |
| 山下春花     | やました はるか   | はるぴー           | 1993年2月12日  | スプリングChu♡Bit                        | Teamζ            | 2016年10月27日卒業                  |
| 小沼実菜     | おぬま みな       | みなくる           | 1997年10月3日  | YumeMina(秋月ゆめとのグループ内ユニット) | Teamγ            | 2016年11月27日卒業                  |
| 秋月ゆめ     | あきづき ゆめ     | ゆめたん           | 1995年8月3日   | YumeMina(小沼実菜とのグループ内ユニット) | Teamβ            | 2016年12月29日卒業                  |
| 星真純       | ほし ますみ       |                    | 1992年3月29日  | DP-1                                     | ALLOVERnx        | 2017年2月7日活動辞退                |
| 宮代琴弓     | みやしろ ことみ   | ことみん           | 1999年1月10日  | PICK UP GIRLS」                          | Teamζ            | 2017年2月26日卒業                   |
| 彩田真鈴     | さいだ まりん     | まありん           | 1999年5月23日  |                                          | Teamδ            | 2017年3月1日活動辞退                |
| 藤咲ゆりな   | ふじさき ゆりな   |                    | 1997年1月8日   | asfi PICK UP GIRLS」 Never Say Never     | Teamη            | 2017年4月23日卒業                   |

卒業後も、ALLOVERレジェンドとしてALLOVERのステージ・MV等にコラボレーション参加することがある。

## 作品

### シングル
- 2012年4月28日 1stシングル「夢のトビラ」イベント会場限定盤【CD】[6]
  - 「夢のトビラ」作詞:丸下史洋　作曲:大川茂伸
- 2012年7月18日「夢のトビラ」全国流通初回限定盤【CD+DVD】[6][7]
- 2012年7月18日「夢のトビラ」全国流通通常盤【CD】[6][7]
  - 「夢のトビラ」作詞:丸下史洋　作曲:大川茂伸
  - 「ヲトメノネガイ」作詞:丸下史洋　作曲:山口雄太

オリコンデイリーチャート最高13位、ウィークリーチャート41位。
「夢のトビラ」タイアップ
チバテレビ「サンドウィッチマンクイズ THE PRICE SHOW」エンディングテーマ。
- 2012年9月26日 ALLOVERコラボSingle　asfi「せーりんぐなう」【CD】
  - 「せーりんぐなう」作詞:丸下史洋　作曲:大川茂伸
  - 「夢のトビラ asfi ver.」作詞:丸下史洋　作曲:大川茂伸

オリコンデイリーチャート最高16位、ウィークリーチャート119位。
- 2012年10月3日 ALLOVERコラボSingle　ANNA☆S「恋予報」【CD】
  - 「恋予報」作詞:丸下史洋　作曲:山口雄太
  - 「夢のトビラ ANNA☆S ver.」作詞:丸下史洋　作曲:大川茂伸

オリコンデイリーチャート最高21位、ウィークリーチャート79位。
- 2012年10月3日 ALLOVERコラボSingle　パステル☆ジョーカー「スマイリング☆デイズ」【CD】
  - 「スマイリング☆デイズ」作詞:丸下史洋　作曲:大川茂伸
  - 「夢のトビラ パステル☆ジョーカー ver.」作詞:丸下史洋　作曲:大川茂伸
- 2012年10月10日 ALLOVERコラボSingle　CANDY-GO!GO!「絶対加速少女C」【CD】
  - 「絶対加速少女C」作詞:丸下史洋　作曲:稲田しんたろう
  - 「夢のトビラ CANDY-GO!GO! ver.」作詞:丸下史洋　作曲:大川茂伸
- 2012年10月10日 ALLOVERコラボSingle　Starmarie「ハガネの勇気」【CD】
  - 「ハガネの勇気」作詞:丸下史洋　作曲:山口雄太
  - 「夢のトビラ Starmarie ver.」作詞:丸下史洋　作曲:大川茂伸
- 2012年10月31日 「イナズマ♥ラブリー」会場限定盤【CD+DVD】
  - 「イナズマ♥ラブリー」作詞:丸下史洋　作曲:山口雄太
  - 「青春ジャンプ」作詞:丸下史洋　作曲:山口雄太
- 2012年10月31日 「イナズマ♥ラブリー」会場限定盤メンバーソロジャケット22種 【CD】
- 2012年10月31日 「イナズマ♥ラブリー」全国流通盤【CD】

オリコンウィークリーチャート88位
「イナズマ♥ラブリー」タイアップ
チバテレビ「サンドウィッチマンクイズ THE PRICE SHOW」エンディングテーマ。
- 2013年2月20日 「戦いはこれから Type-A」【CD】[8][9]
  - 「戦いはこれから」作詞：丸下史洋　作曲：山口雄太
  - 「雨粒の奏」(Teamα)作詞：丸下史洋　作曲：山口雄太
- 2013年2月20日 「戦いはこれから Type-B」【CD】[8][9]
  - 「戦いはこれから」作詞：丸下史洋　作曲：山口雄太
  - 「風RIDE音」(Teamβ)作詞：丸下史洋　作曲：睦月周平

「戦いはこれから」タイアップ
日本テレビ系列「ハッピーMusic」、「音龍門」タイアップ。
チバテレビ「サンドウィッチマンクイズ THE PRICE SHOW」エンディングテーマ。
- 2013年7月31日 「世界でイチバン夏が好き Type-A」【CD＋DVD】[10]
- 2013年7月31日 「世界でイチバン夏が好き Type-B」【CD】[10]
  - 「世界でイチバン夏が好き」作詞：丸下史洋　作曲：大川茂伸
  - 「恋のカケラ」作詞：丸下史洋　作曲：山口雄太

オリコンデイリーチャート最高8位、ウィークリーチャート13位、インディーズチャート1位。
COUNT DOWN TV 15位。
「世界でイチバン夏が好き」タイアップ
チバテレビ「サンドウィッチマン　THE PRICE SHOW」エンディングテーマ
TVQ九州放送「ナイツのＨＩＴ商品プロデュース」エンディングテーマ
千葉テレビ放送「速報!今日の高校野球」テーマソング（2014年と2015年は後身番組『高校野球全力応援TV ガチファン』でも使用され、高校野球中継の間にも流されていた。）
チバテレビ・テレビ埼玉・テレビ神奈川「増田塾のすゝめ!ナイツ＆U字工事の『知ったかぶり甲子園！』」テーマソング。
- 2014年2月26日 「桜BaByラブ/はじまりの鐘が鳴る Type-A」【CD】[11]　[12]
- 2014年2月26日 「桜BaByラブ/はじまりの鐘が鳴る Type-B」【CD＋DVD】[11]　[12]
  - 「桜BaByラブ」作詞：丸下史洋　作曲：大川茂伸
  - 「はじまりの鐘が鳴る」作詞：丸下史洋　作曲：山口雄太
  - 「ホイップるんLOVE」自由界隈　作詞：丸下史洋　作曲：大川茂伸

オリコンデイリーチャート最高2位、ウィークリーチャート9位、インディーズチャート1位。
COUNT DOWN TV 10位。
「桜BaByラブ」タイアップ
チバテレビ「サンドウィッチマン　クイズ　ザ・プレゼンショー」エンディングテーマ
- 2014年2月26日 「桜BaByラブ/はじまりの鐘が鳴る 界隈盤」【CD】カップリング違い全9界隈(黄色界隈・奈界隈・萌界隈・歌謡界隈・必勝界隈・王道界隈・調査界隈・白黒界隈・穴子界隈)
  - 「黄色☆レボリューション」黄色界隈　作詞：丸下史洋　作曲：稲田しんたろう
  - 「Just One More Chance」奈界隈　作詞：丸下史洋　作曲：山口雄太
  - 「2次元ニ恋シテ」萌界隈　作詞：丸下史洋　作曲：Tks
  - 「情熱Fall in love」歌謡界隈　作詞：丸下史洋　作曲：山口雄太
  - 「必勝LOVE」必勝界隈　作詞：丸下史洋　作曲：大川茂伸
  - 「丘の上のキミ」王道界隈　作詞：丸下史洋　作曲：山口雄太
  - 「だからLovin'You」調査界隈　作詞：丸下史洋　作曲：山口雄太
  - 「ワチャワチャぱんどせる」白黒界隈　作詞：丸下史洋　作曲：大川茂伸
  - 「ちんあなGo!Go!」穴子界隈　作詞：丸下史洋　作曲：丸下史洋/山口雄太
- 2014年9月17日 「友情エクスプレス Type-A」【CD】
- 2014年9月17日 「友情エクスプレス Type-B」【CD＋DVD】
  - 「友情エクスプレス」作詞：丸下史洋　作曲：大川茂伸
  - 「君WITH遊」作詞：丸下史洋　作曲：Tsukasa
  - 「お願いねスマにゃん」目黒界隈　作詞：丸下史洋　作曲：山口雄太

オリコンウィークリーチャート10位
- 2014年9月17日 「友情エクスプレス 界隈盤」【CD】カップリング違い全10界隈
  - 「夏色ノ花火」女子界隈 作詞：丸下史洋 作曲：YAMA-chang
  - 「Grow Up」熱唱界隈 作詞：丸下史洋 作曲：稲田しんたろう
  - 「Twinkle☆」清楚界隈 作詞：丸下史洋 作曲：山口雄太
  - 「シャカリキTeen」妹界隈 作詞：丸下史洋 作曲：大川茂伸
  - 「赤いVICTORY」赤色界隈 作詞：丸下史洋 作曲：大川茂伸/山口雄太/丸下史洋
  - 「挑発PHRASE」姉界隈 作詞：丸下史洋 作曲：山口雄太
  - 「青空あんちゃんこうちゃん」北茨城界隈 作詞：丸下史洋 作曲：山口雄太
  - 「PANKING×PUNKING」新聞界隈 作詞：丸下史洋 作曲：稲田しんたろう
  - 「走る！サンクスネイチャーバス」感謝界隈 作詞：丸下史洋 作曲：山口雄太
  - 「痛車BEAT」痛車界隈 作詞：丸下史洋 作曲：Tsukasa
- 2015年5月6日 「超えてけエブリシング Type-A」【CD】
- 2015年5月6日 「超えてけエブリシング Type-B」【CD＋DVD】
  - 「超えてけエブリシング」作詞：丸下史洋　作曲：大川茂伸
  - 「あの日のポニーテール」作詞：丸下史洋　作曲：稲田しんたろう
  - 「自由が丘スイーツラブ」女神界隈　作詞：丸下史洋　作曲：名雪亘

オリコンデイリーチャート1位　オリコンウィークリーチャート4位
COUNT DOWN TV 5位　ミュージックステーションランキング9位
- 2015年5月6日 「超えてけエブリシング 界隈盤」【CD】カップリング違い全10界隈
  - 「青空PARADE」青空界隈 作詞：丸下史洋 作曲：山口雄太
  - 「偶発なリアル」大人界隈 作詞：丸下史洋 作曲：山口雄太
  - 「君得BEAT」欧州界隈 作詞：丸下史洋 作曲：山口雄太
  - 「Midnight Cruise」背伸界隈 作詞：丸下史洋 作曲：山口雄太
  - 「ありふれた日々」撫子界隈 作詞：丸下史洋 作曲：山口雄太
  - 「Feeling Star」星空界隈 作詞：丸下史洋 作曲：山口雄太
  - 「ワカンナイ探偵団」子供界隈 作詞：丸下史洋 作曲：山口雄太
  - 「スイーッスイーッしまこさん」志摩界隈 作詞：丸下史洋 作曲：稲田しんたろう
  - 「おしえてトッコちゃん」有楽界隈 作詞：丸下史洋 作曲：山口雄太
  - 「超絶カオス」超絶界隈Teamナナシー 作詞：丸下史洋 作曲：Tsukasa

## 出演
ライブ活動を中心に、紙面やWEBのほか様々な媒体でアキバ文化を紹介をしたり、アキバ文化に関わるイベントなどに出演している。

### イベント・ライブ
- 2012年4月25日 渋谷WOMBでの「CANDY POP'n-ROLL LIVE!～WOMB Ver.」にて初お披露目ステージ。
- 2012年4月28日･29日 幕張メッセでの「ニコニコ超会議」に出演。[13]
- 2012年4月30日 Shibuya O-EASTにて「次世代GIRLS SELECTION」出演。
- 2012年5月31日 SHIBUYA DESEOにてALLOVER主催ライブ「LOVE ALL」開催。「夢のトビラ」のカップリング曲「ヲトメノネガイ」フォーメーション争奪バトルロワイヤルにて来場者の投票によりセンターは小池杏奈に決まった。
- 2012年6月21日 SHIBUYA DESEOにて「秋葉工房SPLASH」に出演。
- 2012年6月27日 Shibuya O-EASTにて「渋谷ぶっ飛び!!ガールズ祭り2012」出演。
- 2012年6月29日 「秋葉工房ふぇすたinニコファーレ」出演。
- 2012年7月1日 新木場STUDIOCOAST 「アイドル横丁夏祭り!!〜2012〜」に出演。
- 2012年7月5日 SHIBUYA DESEOにてALLOVER主催ライブ「LOVE ALL」開催。
- 2012年7月17日 新宿HOLIDAYにて「秋葉工房ふぇすた」出演。
- 2012年7月18日 高田馬場PHASEにてALLOVER ファーストシングルリリース記念イベント ~女だらけの夏祭り~開催。
- 2012年7月19日 SHIBUYA DESEOにてALLOVER主催ライブ「LOVE ALL」開催。
- 2012年8月4日 日本テレビ汐留AXにて「汐留☆アイドルカーニバル！ミニ」出演。
- 2012年8月10日 テレビ朝日umuにてテレビ朝日主催「六本木兎夏祭り」出演。
- 2012年8月11日 「a-nation musicweek IDOL NATION 国立代々木競技場リゾートステージ☆JOYSOUND & MMFGroupプレゼンツ☆IDOLPARK～代々木a番地～」出演。[14]
- 2012年8月13日 Shibuya O-EASTにて「渋谷ぶっ飛び!!ガールズ祭り2012 SUMMER SP!!」出演。
- 2012年8月17日 SHIBUYA DESEOにてALLOVER主催ライブ「LOVE ALL」開催。
- 2012年8月19日 ベルサール秋葉原にて「アキバ大好き!!祭り」出演。
- 2012年8月22日 Shibuya O-EASTにて「SHIBUYA ENTERTAINMENT FESTIVAL -Heal the world, Heal the Children-(SHIBUEN2012)」出演。
- 2012年8月30日 富士急ハイランドにて「BEAT LINE SUMMER 2012」出演。
- 2012年9月16日 苗場プリンスホテルにて「アイドル横丁夏まつり2012後夜祭 in movement dance festival@苗場」出演。
- 2012年9月28日 マウントレーニアホール渋谷にて主催ライブ「アイドルスタジアム」開催。[15]
- 2012年10月7日 お台場レインボータウンにて「痛Gふぇすた」出演。
- 2012年10月31日 マウントレーニアホール渋谷にて主催ライブ「アイドルスタジアム」開催。
- 2012年11月3日 明治大学和泉キャンパスにて「明大祭ニコニコCarnival!!」出演。
- 2012年12月5日 TeamβがALLOVER定期公演＠TwinBoxAKIHABARAにて初お披露目ステージ。
- 2012年12月22日 新宿BLAZEにて「SHIBUYA DESEO 14th Anniversary〜Live is Sugarless!!vol.9.5 〜今年はアイドルにお世話になったから周年でアイドル呼びます祭り!!〜」出演。
- 2012年1月4日 「秋葉工房ふぇすた NEW YEAR TOUR 2013 in名古屋」出演。
- 2012年1月5日 「秋葉工房ふぇすた NEW YEAR TOUR 2013 in大阪」出演。
- 2013年1月12日 幕張メッセにて「東京オートサロン」出演。[16]
- 2013年1月13日 ベルサール秋葉原にて「アキバ大好き!!祭り2013年迎春」出演。
- 2013年1月14日 秋葉原UDXにて「アキバ大好き!!祭り2013年迎春」出演。
- 2013年1月14日 TwinBoxAKIHABARAにてALLOVER主催ライブ「LOVE ALL」開催。
- 2013年1月20日 東京ドームシティラクーアガーデンステージにて「ロコドル大作戦イベント～ロコドルのずっとずっと」出演。
- 2013年2月7日 ALLOVER定期公演＠TwinBoxAKIHABARAの毎週開催がスタート。[17]
- 2013年3月10日 SHIBUYA-AXにて「アイドルスタジアム＠SHIBUYA AX」を開催。[18]
- 2013年3月25日 下北沢GardenにてALLOVER主催ライブ「LOVE ALL」開催。木下望、高森紫乃、青木栞卒業公演。
- 2013年4月28日 幕張メッセでのニコニコ超会議2にて「秋葉工房ふぇすたinニコニコ超会議2 JOYSOUNDステージ」出演。[19]
- 2013年7月28日 お台場でのTOKYO IDOL FESTIVAL2013に出演。[20]
- 2013 年8 月10 日　a-nation 「国立代々木競技場リゾートステージ☆JOYSOUND」出演。
- 2013 年8 月12 日 東京サマーランド「夏うた2013」に出演。
- 2013 年9 月22 日　お台場レインボータウンにて「痛Gふぇすた2013」出演。
- 2013 年10月6 日　お台場レインボータウンにて「お台場旧車天国」出演。
- 2013 年10月14 日 自由が丘女神祭り「JAZZ STATION」と「南口商店会ステージ」出演。自由が丘キャラクター「ホイップるん」コラボ曲『ホイップるんLOVE』初披露。
- 2013 年11月10日　名古屋「IDOL WAVE 2013秋」出演
- 2013 年12月～1月　目黒区商店会イベント（自由が丘、駒場東大前、祐天寺、都立大学前、中目黒）出演。
- 2014年1月4日～5日　ベルサール秋葉原にて「TOKYO IDOL GATE Vol.1」出演
- 2014年1月11日　幕張メッセにて「東京オートサロン2014」メインステージ出演
- 2014年3月1日　ポートメッセなごやにて「NAGOYA IDOL STYLE in　名古屋オートトレンド2014」出演
- 2014年3月9日　SHIBUYA-AXにて「アイドルスタジアム～ありがとうSHIBUYA AX～」を開催。卒業メンバーも含めた「ALLOVERレジェンド」出演。
- 2014年4月5日　ディファ有明にて「TOKYO IDOL GATE Vol.2」出演
- 2014年4月6日　中目黒駅前特設ステージにて「中目黒桜まつり」出演。目黒区キャラクター「スマにゃん」コラボ曲『お願いねスマにゃん』初披露。
- 2014年4月27日　金沢駅もてなしドーム地下イベント広場にて「北陸アイドルフェスティバル」にスペシャルゲストとして出演。
- 2014年5月3日　渋谷ハチ公前特設ステージにて「渋谷パラダイス」出演。
- 2014年5月5日～6日　自由が丘駅前特設ステージにて「自由が丘スイーツフェスタ」出演。自由が丘コミュニティーバス「サンクスネイチャーバス」コラボ曲『走る！サンクスネイチャーバス』初披露。
- 2014年5月25日　岐阜めいほうスキー場特設ステージにて「痛Gふぇすた」に出演。
- 2014年6月13日　富山グランドプラザにて「ワンデーガーデン」に出演。
- 2014年7月1日　有楽町駅東京交通会館前特設会場にて「有楽祭」に出演。交通会館キャラクターの名称募集イベント参加。
- 2014年7月13日　「Girls Planet* -ヤマザキ春のパンキング祭」に出演。中日新聞公式キャラクター「パンキング」とのコラボ曲『PANKING×PANKING』初披露。
- 2014年7月21日　桃配運動公園特設ステージにて「SEKIGAHARA IDOL WARS 2014〜関ケ原唄姫合戦〜」に出演。
- 2014年7月26日　目黒区民センターにて「目黒リバーサイドフェスティバル」に出演。
- 2014年7月27日　ディファ有明にて「東京アイドルゲート”PURE”」出演。
- 2014年8月12日　東京サマーランドにて「サマーランドなつうた2014」に出演。
- 2014年8月1日～17日　錦糸町「オリナス」グルメキャンペーン実施。8月17日にはオリナスでライブ開催。
- 2014年8月23日　赤坂BLITZにて「アイドルスタジアムin赤坂BLITZ」開催（ALLOVER主催イベント）。卒業メンバーも含めた「ALLOVERレジェンド」出演。
- 2014年8月24日　「北茨城市民夏まつり」出演。北茨城市イメージキャラクター「あんちゃん」「こうちゃん」コラボ曲『青空あんちゃんこうちゃん』初披露[21]。
- 2016年4月15日　JR東日本・東京総合車両センターにて自主制作したマイナちゃんの応援ソング「いつでもどこでもマイナちゃん」を披露[22]。

### テレビ
- チバテレビ「サンドウィッチマン　THE PRICE SHOW」
- チバテレビ「週刊サンド新聞社」(2014年4月～レギュラー出演中)
- チバテレビ「あきらぼ」(2014年7月～レギュラー出演中)
- テレビ東京 「給与明細2」 (2014年7月6日)

### ネット放送
- ニコニコ生放送
  - 「秋葉原調査隊ALLOVER」(毎週月曜日19:30)[23]
  - 「アキ☆タメ！」
  - 「ALLOVER定期公演」(毎週木曜日19:00)[24]
  - 乃木坂46「生のアイドルが好き」2014年3月ゲスト出演

### ゲーム
- 究極×シャッフル☆ロコドル大作戦（Yahoo!モバゲー/Mobage）[25]

### スマートフォンアプリ
- Fan＋（ファンプラス） ALLOVER ファンブックVol.1～Vol.3

### 雑誌掲載
- 日経エンターテインメント(日経BP)
- J-POP GIRLSキュン!（コスミック出版）
- オタポケ（アキバジャーナル）